# Alan Trachtenberg
Alan Trachtenberg (Filadelfia, Pensilvania, 22 de marzo de 1932-Hamden, Connecticut, 18 de agosto de 2020) fue un historiador estadounidense, entendido y pionero en exponer nuevas formas de comprender la cultura estadounidense de los siglos XIX y XX. Fue titular de la plaza de profesor emérito Neil Gray, Jr. de estudios ingleses y estadounidenses en la Universidad Yale.

## Trayectoria
Estudió en la Universidad de Temple (Pensilvania) en 1954, en la Universidad de Connecticut en 1956, y se doctoró en estudios estadounidenses en la Universidad de Minnesota en 1962, donde además fue profesor. Estuvo enseñando en la Universidad Estatal de Pensilvania durante ocho años. En 1969 se incorporó al programa de la universidad sobre estudios estadounidenses donde desarrolló un programa sobre dichos estudios. Fue director de posgrado en departamento de Estudios Americanos entre 1970-1972 y 1974-1975 y presidente del mismo entre 1971-1973. Participó en la ampliación del departamento de estudios estadounidenses.
Con Reading American Photographs: Images as History, Mathew Brady to Walker Evans publicado en 1990 obtuvo el reconocimiento de la comunidad  y el premio premio Charles C. Eldredge; en esta publicación fue pionero a la hora de mostrar a los historiadores que la fotografía, las obras escritas y los objetos culturales esclarecen e ilustran la historia, conformando un legado historiográfico fundamental. En 2004 escribió Shades of Hiawatha: Staging Indians, Making Americans, 1880-1930 sobre los nativos americanos y la inmigración que le valió el premio Francis Parkman.

## Vida personal
Contrajo matrimonio el 21 de diciembre de 1952 con Betty Trachtenberg, exdecana de estudiantes de la Universidad Yale y profesora sobre estudios de la mujer; y era el  padre de Zev, Elissa y Julie Trachtenberg. Fue aficionado a la natación, la canoa y la fotografía.

## Obras seleccionadas
Ha sido autor  y colaborador de diferentes libros, publicaciones en revistas especializadas como: Massachusetts Review, Southern Review y Yale Review.
- Lincoln's Smile and Other Enigmas, Hill and Wang, 2007, ISBN 978-0-8090-6573-8.
- Shades of Hiawatha: Staging Indians, Making Americans, 1880-1930, Hill and Wang, 2004, ISBN 0-374-29975-7.
- Reading American Photographs: Images as History, Mathew Brady to Walker Evans, Hill and Wang, 1990, ISBN 0-374-52249-9.
- The Incorporation of America: Culture and Society in the Gilded Age, Hill and Wang, 1982, ISBN 0-8090-5827-8.
- Classic Essays in Photography (editor), Leetes Island Books, 1981, ISBN 0-918172-07-1.
- Brooklyn Bridge: Fact and Symbol, University Of Chicago Press, 1965, ISBN 0-226-81115-8.
- American Daguerreotypes: From the Matthew R. Isenburg Collection, edited by Richard S. Field and Robin Jaffee Frank, Art Gallery, Yale University (New Haven, CT), 1989;

## Reconocimientos y honores
- Beca Fulbright.[1]
- Beca del National Endowment for the Humanities –Fondo Nacional de Humanidades–.[2]
- Beca de la Fundación Rockefeller.[2]
- Beca de la Fundación Guggenheim.[2]
- Miembro de la Academia Estadounidense de Artes y Ciencias.[1]
- Asociación de Estudios Estadounidenses.[2]
- Asociación de Idiomas Modernos de América.[1]
- Miembro del American Council of Learned Societies –Consejo Americano de Sociedades Culto–, 1968-1969.[2]
- Miembro del Center for Advanced Study in Behavioral Sciences –Centro de estudios avanzados en ciencias del comportamiento–, de Palo Alto (California), de 1968-1969.[2]
- Docente Emérito de Yale.[1][2]